# 莽草酸
莽草酸（3,4,5-三羟基-1-环己烯-1-甲酸）是一种易溶于水的白色晶体粉末。它因最早分离自日本莽草而得名，是一种植物和微生物的重要代谢产物。

## 历史
1885年，旅日的荷兰化学家Johann Frederik Eijkman从日本莽草（シキミ，Shikimi）中提取得到莽草酸。但是直到1934年，莽草酸的化学结构才由德国化学家Hermann O. L. Fischer和Gerda Dangschat阐明。长期以来，莽草酸主要从八角茴香科植物八角或日本莽草（日本大茴香）等的干燥成熟果实中提取，近年来也有从北美枫香的果实以及松针中提取莽草酸的研究报道。

## 生物合成

由磷酸烯醇式丙酮酸和赤藓糖-4-磷酸合成3-脱氢奎尼酸的过程

由3-脱氢奎尼酸合成莽草酸的过程

## 外部連結
- 莽草酸网页 (Shikimic Acid Website) － 有关八角，莽草酸，达菲和禽流感的资料 （页面存档备份，存于）
- 莽草酸 Shikimic acid 中草藥化學圖像數據庫 (香港浸會大學中醫藥學院) （中文）（英文）